# Sana Minatozakiová
Sana Minatozakiová (japonsky 湊崎 紗夏, Minatozaki Sana; * 29. prosince 1996) je japonská zpěvačka, modelka, tanečnice a rapperka, od roku 2015 členka skupiny Twice pod společností JYP Entertainment.

## Život a kariéra

### 1995–2008: Dětství
Sana Minatozakiová se narodila v Tennódži-ku v japonské Ósace. Chtěla se stát zpěvačkou a tanečnicí, příčemž ji inspirovaly K-popové skupiny, jako jsou Girls' Generation.

### 2009–2014: Začátek kariéry
Sana začala cvičit s EXPG v Ósace v roce 2009, původně plánovala být zpěvačkou v Japonsku, nikoli v Jižní Koreji. Během let na střední škole byla vyhledána zaměstnancem JYP Entertainment v nákupním středisku a byla pozvána k účasti na každoročním konkurzu JYP Japan, který se konal následující den. Sana prošla konkurzem a v dubnu 2012 se připojila, jako praktikantka k programu JYP Entertainment v Jižní Koreji. Před svým debutem v Twice trénovala více než tři roky. Očekávalo se, že se Sana stane členkou nové dívčí skupiny 6mix. Tento projekt však byl zrušen a skupina nikdy nedebutovala. V roce 2014 se Sana objevila v hudebním videu „A“ od GOT7 jako servírka.

### 2015–současnost: Sixteen a debut v Twice

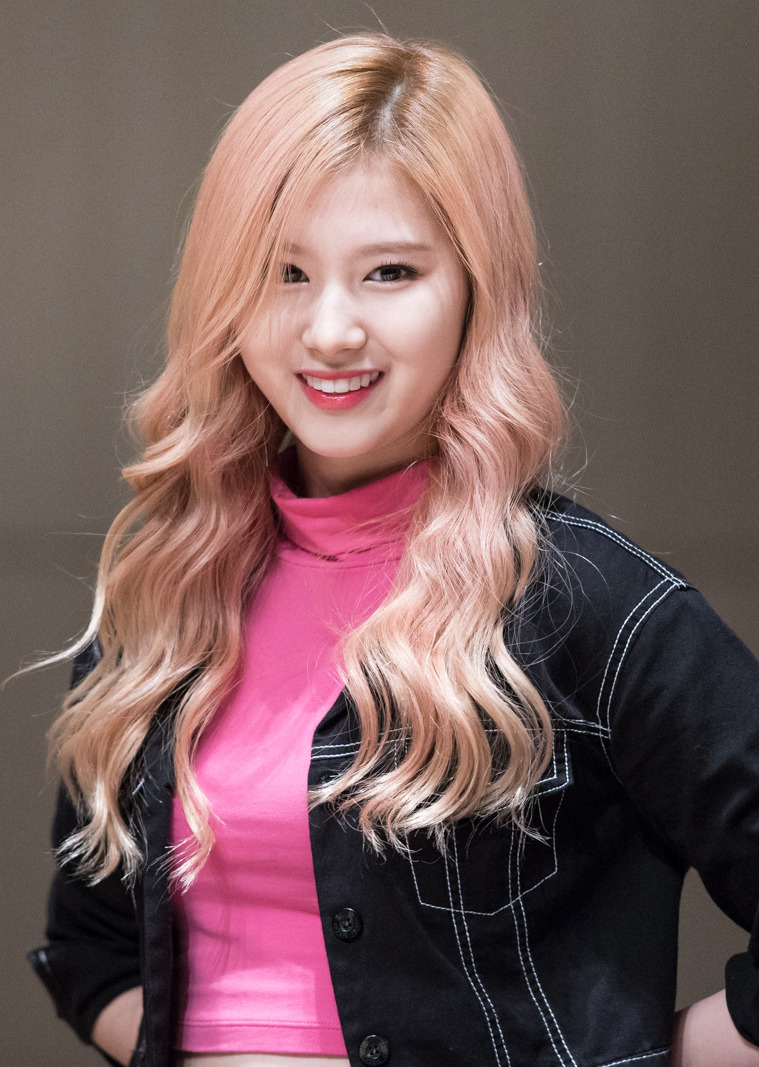
Minatozaki v roce 2015

V roce 2015 se Sana zúčastnila survival show Sixteen, televizní reality show určeného k výběru členek Twice. Z šestnácti soutěžících byla Sana vybrána jako jedna z devíti členek nově vytvořené dívčí skupiny. Debutovala s Twice v říjnu 2015 se singlem „Like Ooh-Ahh“ z jejich debutového EP The Story Begins. Její popularita - ve spojení s popularitou ostatních japonských členek Twice Momo a Miny - se zasloužila o zlepšení vztahů mezi Japonskem a Jižní Koreou. V každoročním hudebním hlasování Gallup Korea za rok 2018 byla Sana zvolena 17. nejpopulárnějším idolem v Jižní Koreji, což z ní činí nejvýše postavenou Japonku v této anketě. V anketě pro rok 2019 se umístila na 15. místě. Tentýž rok byla Sana také zvolena nejoblíbenější K-popovou ženskou idolkou v průzkumu mezi vojáky vykonávajícími povinnou vojenskou službu v Jižní Koreji.

### Fotoknihy
| Název          | Datum vydání   | Vydavatel         | Reference |
| -------------- | -------------- | ----------------- | --------- |
| Yes, I am Sana | 16. dubna 2021 | JYP Entertainment | [ 15 ]    |

## Diskografie

### Singly
| Název               | Rok vydání | Reference |
| ------------------- | ---------- | --------- |
| „Sotsugyou“ (cover) | 2021       | [ 16 ]    |

## Filmografie
| Název                             | Rok vydání | Role                  | Síť  | Reference |
| --------------------------------- | ---------- | --------------------- | ---- | --------- |
| Sixteen                           | 2015       | Sama sebe (soutěžící) | Mnet | [ 17 ]    |
| Idol Star Athletics Championships | 2016       | Sama sebe (host)      | MBC  | [ 18 ]    |
| KBS Song Festival                 | 2017       | Sama sebe (host)      | KBS  | [ 19 ]    |
| Idol Star Athletics Championships | 2017       | Sama sebe (host)      | MBC  | [ 20 ]    |
| Nizi Project: Season 2            | 2020       | Sama sebe (host)      | TV   | [ 21 ]    |